# Emiliano Velázquez
Emiliano Daniel Velázquez Maldonado (sinh ngày 30 tháng 4 năm 1994) là cầu thủ bóng đá người Uruguay thi đấu ở vị trí trung vệ cho câu lạc bộ Tây Ban Nha Rayo Vallecano.

## Sự nghiệp quốc tế
Anh thi đấu cho U-20 Uruguay ở Giải vô địch bóng đá U-20 thế giới 2013 tổ chức tại Thổ Nhĩ Kỳ.
Ngày 8 tháng 9 năm 2013, Velázquez được huấn luyện viên Óscar Tabárez triệu tập vào đội hình chính tham dự một trận giao hữu gặp Colombia.

## Danh hiệu
Rayo Vallecano
- Segunda División: 2017-18